# Henriette Søltoft
Henriette Søltoft (født 11. august 1967) er cand. jur. fra Københavns Universitet og har siden maj 2009 været branchedirektør for DI Videnrådgiverne, som samler op mod 800 professionelle virksomheder, der leverer videnrådgivning samt Managementrådgiverne, en brancheforening under DI, som repræsenterer managementkonsulenter i Danmark.
Henriette Søltoft har været ansat i DI siden 1997 og har bl.a. været chef for den europapolitiske enhed. Fra 1992-1997 var hun ansat som advokat hos Advokatfirmaet Horten.